# Sumitomo NTK-62
La Sumitomo NTK-62 (62式7.62mm機関銃 Rokuni-shiki Nana-ten-rokuni-miri Kikanjū?), conocida como la Tipo 62, es la ametralladora de propósito general de las Fuerzas Armadas de Japón. Aunque la Sumitomo M249 la ha reemplazado en la mayor parte del Ejército japonés, la Tipo 62 todavía juega un papel de apoyo debido a que es empleada como un arma coaxial a bordo de diversos vehículos blindados, incluyendo tanques y transportes blindados de personal, así como una ametralladora media de apoyo.
Al igual que todas las armas de fuego modernas de origen japonés, nunca fue exportada.

## Historia
Después de usar durante años la Browning M1919A4 como su ametralladora de propósito general estándar desde los primeros días de la fundación de las Fuerzas Armadas de Japón, las Industrias Pesadas Sumitomo fabricaron la NTK-62, diseñada por el equipo de Masaya Kawamura en la Nittoku Metal Industry (NTK). La ametralladora fue fabricada para cumplir los requisitos del Ministerio de Defensa de Japón. La designación "62" estaba presente por el hecho que los primeros lotes de la NTK-62 fueron fabricados en 1962, con su desarrollo iniciándose en 1954. Fue oficialmente adoptada el 15 de febrero de 1962, reemplazando a la Browning M1919 en el Ejército japonés.

## Descripción

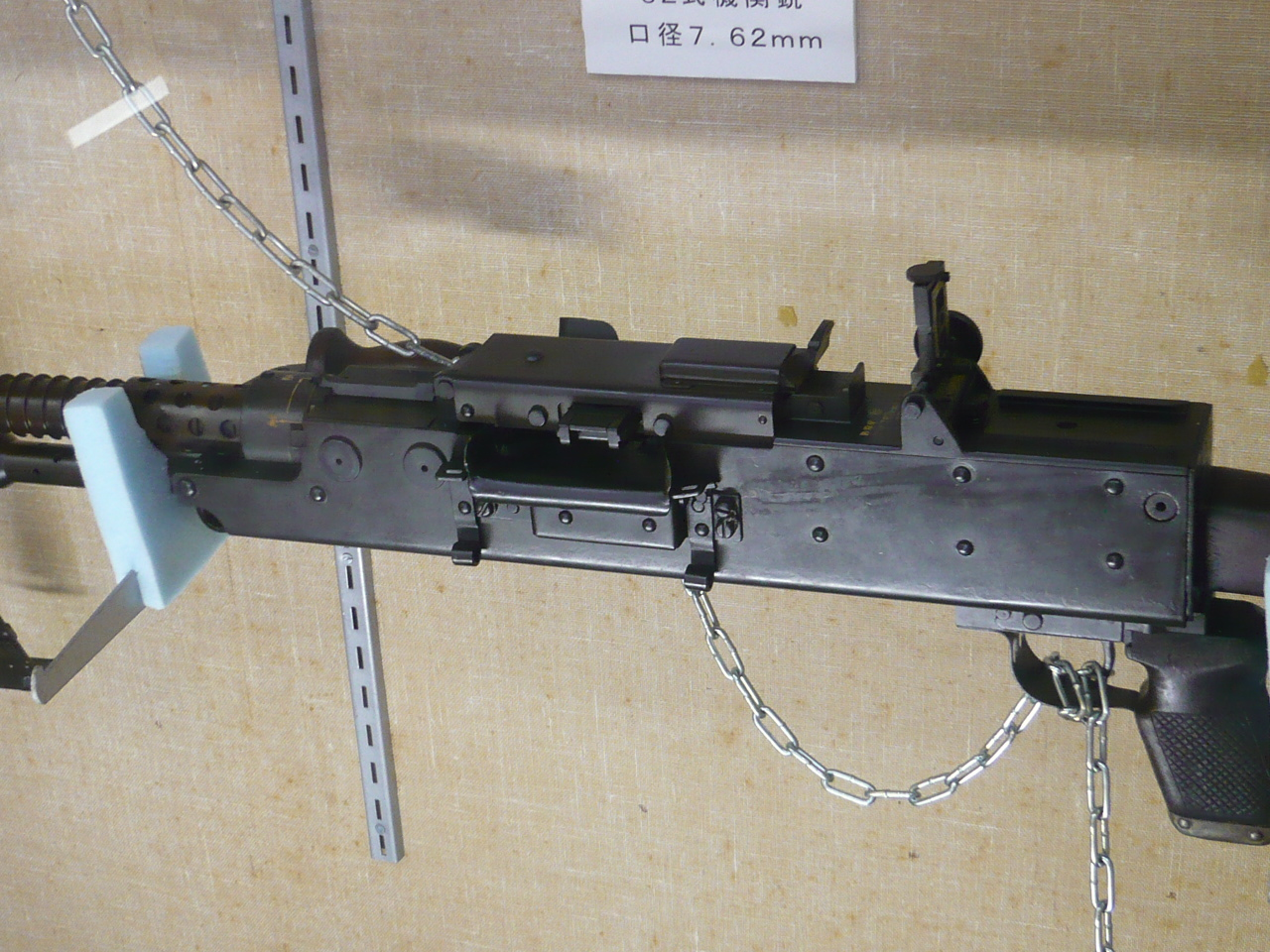
Detalle del cajón de mecanismos de la Tipo 62.

La Sumitomo NTK-62 es una ametralladora accionada por gas que dispara el cartucho 7,62 x 51 OTAN, alimentado mediante cinta de eslabón desintegrable M13. Tiene una inusual bandeja de alimentación, ya que la palanca del retén de su cubierta se encuentra encima del cerrojo en el cajón de mecanismos y no en la cubierta como en la mayoría de ametralladoras.

## Variantes

### Tipo 74
La Tipo 74 (74式車載7.62mm機関銃 Nanayon-shiki Shasai Nana-ten-rokuni-miri Kikanjū?) es una variante fija para emplearse a bordo de vehículos blindados de combate, como los tanques Mitsubishi T-74, Tipo 90 y Tipo 10, el vehículo de combate de infantería Mitsubishi Tipo 89 y el vehículo de reconocimiento Komatsu Tipo 87.
Pesa 20,4 kg, al contrario de la Tipo 62 que pesa 10,15 kg.